# María Guadalupe Rojo Alvarado
María Guadalupe Rojo de Alvarado (Culiacán, Sinaloa, 1856 - Ciudad de México, 15 de agosto de 1922) fue una periodista mexicana activa durante el gobierno de Porfirio Díaz, que escribió y editó el periódico de oposición Juan Panadero, también editó El Ariete. En 1939, luego de su muerte, recibió la Medalla del Mérito Revolucionario.

## Biografía
Nació en una familia acomodada. Contrajo matrimonio con un minero del estado, Abraham Izábal, del cual enviudó al poco tiempo. Se trasladó a Mazatlán, donde conoció a Casimiro Alvarado, con el que contraería matrimonio. Junto con este, se trasladó a la ciudad de Guadalajara, Jalisco, donde iniciaría su labor como periodista, al comprar y reeditar, con su esposo, el periódico Juan Panadero en 1872.
Por su oposición al régimen de Díaz, Alvarado fue encarcelado por orden del Gobernador del estado Luis C. Curiel. Tras ser liberado, ambos se trasladaron a la Ciudad de México, donde continuaron editando el diario, ahora de forma más abierta como una crítica a Porfirio Díaz. Tras la muerte de Casimiro Alvarado, del que se ha estipulado fue asesinado, en 1899, María Guadalupe Rojo continuó editando el diario hasta 1907.
Durante este periodo, fue varias veces apresada en la Cárcel de Belén, aunque una de las más sonada en su momento fue cuando se le detuvo en la Ciudad de México y fue trasladada a Yautepec, Morelos en 1904 por denunciar los abusos cometidos por los terratenientes y hacendados en perjuicio de los campesinos de esa entidad.
En 1905 editó en Ciudad de México el periódico El Ariete, con solamente un número. En este colaboraron en la redacción algunos opositores al régimen en el Estado de Tabasco, como Lorenzo Casanova y Manuel Mestre Ghigliazza.

## Reconocimientos
Venustiano Carranza, en el marco de la XXVII Legislatura en 1917, le concedió una pensión vitalicia en reconocimiento de su labor periodística y labor social, de la que gozó de por vida. 
En homenaje póstumo, se le galardonó con la Medalla del Mérito Revolucionario.